# Madagascar nos Jogos Olímpicos de Verão de 1980
Madagascar competiu nos Jogos Olímpicos de Verão de 1980 em Moscou, União Soviética.
O país retornou às Olimpíadas após boicotar os Jogos Olímpicos de Verão de 1976.

## Resultados por Evento

### Atletismo
800 m masculino
- Tisbite Rakotoarisoa
  - Eliminatórias — 1:50.5 (→ não avançou)

1.500 m masculino
- Tisbite Rakotoarisoa
  - Eliminatórias — 3:55.9 (→ não avançou)

10.000 m masculino
- Jules Randrianari
  - Eliminatórias — 31:18.4 (→ não avançou)

Maratona masculina
- Jules Randrianari
  - Final — 2:19:23 (→ 25º lugar)

800 m feminino
- Albertine Rahéliarisoa
  - Eliminatórias — 2:11.7 (→ não avançou)

1.500 m feminino
- Albertine Rahéliarisoa
  - Eliminatórias — 4:30.8 (→ não avançou)

### Boxe
Peso Leve (60 kg)
- Sylvain Rajefiarison
  - Primeira Rodada — Perdeu para Jesper Cornell (Dinamarca) port pontos(0-5)

### Natação
100 m livre masculino
- Zoe Andrianifaha
  - Eliminatórias — 1:04.92 (→ não avançou)

100 m peito feminino
- Nicole Rajoharison
  - Eliminatórias — 1:24.83 (→ não avançou)